# GP Kids
La GP kids es una consola portátil realizada por la compañía coreana GamePark sucesora de la GP32. La GP Kids es una versión recortada de la GP32 la cual tiene especificaciones bastante similares a la GP32, es más pequeña, más potente (140Mhz sin overclockear) y tiene una pantalla más pequeña que la de la gp32 y de menos resolución (220*176 frente a los 320*240 de la gp32). 
La GP kids, a diferencia de la XGP mini y la XGP se cree que será retrocompatible con la GP32. 
GPkids estará enfocada al mercado comercial y a los juegos comerciales, sin dejar de lado su scene ofreciéndonos un SDK para el desarrollo que en un principio según datos de Gamepark no necesitará ningún tipo de firma para poderlo ejecutar en la consola
Actualmente se cree que GamePark ha quebrado, y no se sabe nada sobre la GP Kids, así que probablemente nunca saldrá a la venta.

## Especificaciones
| Componente/Software |                                                                             |
| ------------------- | --------------------------------------------------------------------------- |
| CPU                 | Arm 920T 140 MHz.                                                           |
| Pantalla            | 2.2" a una resolución de 220*176, 65.000 colores, 4:3 Aspect Ratio.         |
| RAM                 | SDRAM 8 MB + 2 MB NOR Flash.                                                |
| Sistema Operativo   | GPOS.                                                                       |
| Tarjeta Gráfica     | No lo especifica por lo que lo más probable es que sea sólo 2D.             |
| Almacenamiento      | Tarjetas SD.                                                                |
| Sonido              | 64Polys 44.1 kHz, 16 bit sonido estéreo.                                    |
| Otros               | Conexión USB 1.1, 2 Pilas AA, dispone de una cruceta con al menos 8 botones |

La consola permitirá, además de jugar, escuchar música, leer txt e incluso ver videos (previo reencodeo).
Sobre el precio, según la compañía será de 75 dólares(euros), la fecha de salida exacta no se sabe, pero se especula que a principios de noviembre. 

## XGP Series / versiones
Gamepark tenía pensado lanzar al mercado 3 versiones en la gama XGP Series, sin embargo, su 3a consola de nueva gama, debido a sus características, pasó a llamarse GPkids. Las consolas que tenía previsto sacar eran:
- XGP lanzamiento para finales del 2006
- XGP mini lanzamiento para finales del 2006
- GP Kids lanzamiento para finales de octubre o noviembre

## Competencia / Consolas alternativas
- GP32. La predecesora de la XGP.
- GP2X (Gamepark Holdings)
- Nintendo DS (Nintendo)
- Nintendo DS Lite (Nintendo)
- PlayStation Portable (Sony Computer Entertainment)
- XGP (Gamepark)
- XGP mini (Gamepark)
- Gizmondo (Tiger Telematic)